# Масакр у кафићу Панда
Масакр у кафићу „Панда“, познат као и покољ у кафићу „Панда“ или напад на кафић у Пећи је терористички напад против младића српске националности у Пећи на Косову и Метохији.
Дана 14. децембра 1998. године, током сукоба на Косову и Метохији, два маскирана нападача са аутоматских оружјем напали су кафић „Панда“ у Пећи. Приликом напада убијено је шест младића, а 15 рањено. Страдали су ученици: Иван Обрадовић (14), Вукота (Вукосав) Гвозденовић (16), Светислав Ристић (17), Зоран Станојевић (17), Драган Трифовић (17) и студент Иван Радевић (25). Тешко су рањени Владимир (Владо) Лончаревић (17) и власник кафића, Мирсад Шабовић (35), а лакше је рањен Никола Рајовић (18).
Убиство шест младића српске националности се сматрало осветом за убиство преко 30 терориста тзв. ОВК раније тог истог дана, при илегалном преласку границе са Албанијом, од стране српских снага.
Припадници МУП-а Србије покренули су затим опсежну потрагу за извршиоцима терористичког напада. Дана 17. децембра у пећком кварту Капeшница полиција је ухапсила Агрона Колчакуа, из Пећи, као помагача, и још девет особа.
Пре тога полиција је ухапсила тројицу Албанаца – Газменда Бајрамија, Џевдета Бајрамија и Влазнима Перђеђаја, све из Пећи, који су били осумњичени као саизвршиоци. У селу Глођане дошло је до сукоба, при чему су убијена два припадника тзв. ОВК. Откривен је штаб у коме је нађена већа количина оружја, муниције и униформи. Укупно је тога дана у Пећи и Глођанима ухапшено 34 особе за које је полиција сматрала да су припадали терористичкој групи Рамуша Харадинаја, који је тада означен као организатор и наредбодавац, али је тих оптужби ослобођен пред Судом у Хагу.
Полиција је, сматра се, привела око 150 Албанаца, али су сви ослобођени због недостатака доказа. Од 2013. изјавама Александра Вучића као потпредседника Владе, а касније и премијера и председника државе, бачена је сумња на умешаност државних служби у масакр. Он је наглашавао да „нема доказа“ да су злочин починили Албанци, као и да ће бити „много изненађења за српску јавност“, али никада није приложио доказе за тврдње.
Никоме није пресуђено због убистава у „Панди“. Истрагу је Тужилаштво покренуло у мају 2016. године, сведоци су испитани, не и Вучић, а оптужница није подигнута.

## Од злочина до суђења

### Ситуација пре масакра
У самој Пећи до тада је било релативно мирно у односу на друге делове Косова и Метохије. Припадници тзв. ОВК се у граду нису појављивали, али их је било у околини. Рамуш Харадинај је био главни вођа побуњених Албанаца тог подручја, појављивали су се и припадници ФАРК-а, оружане групе која се везивала за некадашњег Руговиног премијера Бујара Букошија, а било је вести и о њиховим међусобним сукобима. Сигурност Србима у Пећи пружала је бројна војска и полиција. ЈСО је имао своје утврђење недалеко од манастира Дечани, а њихов командант био је Милорад Улемек. У касарни у Пећи биле су смештене „Муње“, специјална јединица МУП-а.
Било је то време док је трајао прекид ватре, а тврдило се да тзв. ОВК акумулира оружје и нове борце, па и исламске муџахедине, из Албаније, очекујући нове борбе.
Према подацима Фонда за хуманитарно право, у ноћи између 13. и 14. децембра 1998. године, током илегалног преласка границе са Албанијом, убијен је 41 припадник тзв. ОВК. Војска Југославије је дан касније саопштила да је у граничном инциденту код Призрена, код граничних прелаза Горожуп и Ликен, ликвидирано више од 30 терориста и бар пет рањено, док је више људи притворено. Заплењене су тада велике количине оружја.
Мештани се сећају да су 14. децембра Албанци већ у пет сати затворили радње, а добронамерни су упозоравали комшије Србе да се примире и да не излазе. Те године су илегални преласци из Албаније, где су се налазили центри за обуку терориста, постајали све чешћи.
РТС је пар дана пре масакра у „Дневнику“ две вечери заредом читао саопштење тзв. ОВК, у коме најављују нападе на локале где се окупља омладина. Власти нису упркос овоме ограничиле рад локала у ноћним сатима. Тужилаштво за организовани криминал није проверавало ко је то „саопштење“ доставио РТС-у ни ко је наредио да се иста информација чита две вечери заредом, сазнаје „Бета“.
Градске улице су данима у поподневним сатима биле празне, а народ у страху од учесталих оружаних напада углавном није излазио из својих домова, пише „Данас“.

### Подаци о масакру
Кафић „Панда“ био је место сусрета средњошколаца оближње гимназије, у коме је након 20 часова било тринаест гостију. Два маскирана мушкарца, наоружани аутоматским пушкама, пуцајући на госте убили су: Ивана Обрадовића (14), Драгана Трифовића (17), Вукосава (Вукоту) Гвозденовића (16) и Ивана Радевића (25). У приштинској болници ранама су подлегли Зоран Станојевић (17) и Светислав Ристић (17). Теже су рањени Владимир Лончаревић (17-18) и власник Мирсад Шабовић (34-35), а лакше је био повређен Никола Рајовић (18).
За једним столом седели су Божидар Перовић (28), Иван Радевић и Мирсад Шабовић. Играли су фирцик, а с барске столице посматрао их је Иван Обрадовић. За другим столом били су средњошколци: Зоран Станојевић, Никола Рајовић, Владо Лончаревић, Драган Трифовић, Вуле Гвозденовић, Свето Ристић и Перо Марковић. Играли су лору и дружили се.
Постоје наводи да је укупно око петнаест људи било рањено, а да је испаљено 60 метака.
О убијенима пишу „Вечерње новости“ 2012. i 2013. године, на годишњицу страдања:
- Иван Обрадовић (14) био је најмлађи, ученик првог разреда пећке гимназије „Свети Сава“, а у основној школи био је ђак генерације,
- Зоран Станојевић (17) био је гимназијалац трећег разреда,
- Светислав Ристић (17),  Драган Трифовић (17) и Вукосав Гвозденовић (16) били су матуранти, а Иван Радевић (25) бивши ученик ове школе и студент.[11][28][29]

Масакр је представљао крај привременог прекида ватре између терориста тзв. ОВК и српских снага, јер је оцењен као „масакр тзв. ОВК над српским цивилима“, односно „безумни чин албанских терориста“, како је то тада описао лист „Јединство“.
У извештају ОЕБС-а тада је написано да је масакр потенцијална одмазда тзв. ОВК за убиство око 30 њених чланова неколико дана раније током илегалног преласка границе са Албанијом.

### Очевици о хронологији злочина
Један од преживелих, Владимир Лончаревић, присећа се да су долазили у кафић „Панда“ јер се налазио близу гимназије, а гледали су утакмице и дружили се:
| „                                                                        | Кафић се налазио одмах поред гимназије и ту смо долазили јер није било препоручљиво кретати се ноћу по центру града. Ту смо гледали утакмице, играли лору, дружили се. | ” |
| — Владимир Лончаревић, очевидац и један од рањених, у разговору за „НИН“ | |   |

Тако су и те вечери, све до 20.15, када процењују да је почео напад, безбрижно играли карте, тврди Лончаревић. У првој просторији кафића било их је једанаесторица. Никола Рајовић присећа се напада:
| „                                                                   | Испале су ми цигарете на под. Како сам се сагнуо, чуо сам да су лупила врата а када сам, тако сагнут, подигао главу видео сам двојицу обучених у црно са фантомкама на главама. Врата су била на три, четири метра од мене, отварала су се на унутра. Један који је био виши растом их је придржавао ногом и пуцао на нас у висини глава, а други нам је пуцао у ноге. Имали су аутоматске пушке и једна је, запазио сам, била без кундака. Нису проговорили ни реч, нису имали никакве ознаке, само је један на џепу имао, вероватно фирму произвођача – боје сребра обрнути троугао унутар кога је звезда петокрака. С врата су пуцали, нису улазили. Моји другови су падали, као снопље један за другим. Први метак погодио је Ивана који је пао на мене. Чуо сам када је Лазар Обрадовић, Иванов отац, који се ту затекао, викнуо: „Сине мој“, али, нажалост, његовом Ивану није било спаса. Не знам колико је трајало али када је завршило, Свето (Светислав Ристић) је почео да запомаже од болова. Остали су лежали. Мене је само рикошет погодио у прст. | ” |
| — Никола Рајовић, очевидац и један од рањених, у разговору за „НИН“ | |   |

Очевидац Божидар Перовић препричава своја сећања о догађају:
| „                                                  | Одједном се чуо ударац, неко је отворио врата ногом. Појавиле су се две цеви и почела је рафална паљба уз животињске крике. Седео сам у ћошку и главу заклонио иза калорифера. Гледао сам како покошени падају двојица Ивана који су седели за мојим столом. Меци погађају и Лонча, Зокија, Вулета, Света, Драгана… Крв, дим и чауре на све стране. Настаје вриска! Запомагање! Улетео је Лазо Обрадовић из суседне просторије и свог сина Ивана затекао мртвог. И Иван Радевић, Драган Трифовић и Вуле Гвозденовић леже непомични, мртви… Знаке живота не показује ни Владо Лончаревић. Тешко рањени на поду леже и Зоран Станојевић и Свето Ристић. Устао сам да помогнем рањенима, не знајући у том шоку да ли сам и сам погођен. У том тренутку с пода устаје Лончо, сав изрешетан и крвав. Погледао сам кроз врата кафића и видео како из дворишта гимназије излази „застава 128“. | ” |
| — очевидац Божидар Перовић, у разговору за „Данас“ | |   |

Никола Рајовић прича како је потом сео у кола, отишао до полиције, обавестио их о мртвима и рањенима и вратио се у „Панду“, па додаје:
| „                                                                   | Када сам дошао, Драган (Трифовић) је давао знаке живота, али ми је на рукама умро. Подигао сам Лончаревића, њему је било разнето пола главе и Суад Шабовић и ја смо га унели у кола, па сам га одвезао до болнице. Вратио сам се назад и са Пером Марковићем однео у болницу Зорана (Станојевића). Пулс му је био слаб. Тек када смо се опет вратили назад у „Панду“ дошла је полиција. Ја сам лаик, али тачно може да се зна из које је пушке пуцано. Нађено је 48 чаура и пун, неиспаљен метак, што значи да је некоме пушка заглавила. Иза гимназије је шума. Улица је била неосветљена и могли су лако да побегну и кроз мање уличице. Нисам чуо да их је ико видео док су бежали. | ” |
| — Никола Рајовић, очевидац и један од рањених, у разговору за „НИН“ | |   |

Седамнаестогодишњи Зоран Станојевић умро је исте ноћи у болници у Приштини, као и Светислав Ристић. На лицу места су умрли Иван Обрадовић, Вукота Гвозденовић, Драган Трифовић и Иван Радевић.
Мирсаду Шабовићу је тешко повређена нога, а Владимир Лончаревић ни данас не зна како је остао жив. Погођен је, каже, са 16, 17 метака у главу, руке, ноге:
| „                                                                        | Један метак ми је и сада остао између трећег и четвртог ребра, а други у десном рамену. Имао сам укупно осам операција. Хтели су да ми ампутирају руку али нисам дао и, уз терапију, имао сам среће да сам је сачувао. | ” |
| — Владимир Лончаревић, очевидац и један од рањених, у разговору за „НИН“ | |   |

За „НИН“ Мустафа Радоњићи, адвокат из Пећи, који је бранио је неке од оптужених у случају „Панда“ каже да су у многим случајевима где су жртве Срби, а убице Албанци, „полицајци хапсили погрешне људе“. Он је тада радио за КДОМ (Мисија дипломатских посматрача на Косову) и каже да су те ноћи, када су стигли на лице места, од истражитеља чули да су убице маскирани људи који су носили црне униформе са амблемима тзв. ОВК.

### Сахрана убијених
Грађани Пећи и околине, али и велики број Срба и Црногораца из других места широм Косова и Метохије, 16. децембра 1998. су се опростили од убијених. Заједничко опело служио је патријарх Павле, а они су сахрањени на гробљу у Пећи. На сахрани шесторице убијених младића окупило се према медијским извештајима око 15.000 људи. Нико из државног врха није присуствовао сахрани, осим Војислава Михаиловића, потпредседника Скупштине Србије, из редова опозиције. Шеф мисије ОЕБС Вилијам Вокер није присуствовао, јер је полиција одбила тај његов захтев због „безбедносних разлога“.
Комшије су долазиле да изјаве саучешће, а међу њима је било и Албанаца.

### Реакције јавности и званичника
Вест о трагедији је одјекнула широм Косова и Метохије. У свим школама и на факултетима обустављена је настава, а Срби и Црногорци су организовали протесте где су од државних органа тражили предузимање ефикаснијих акција за сузбијање тероризма. Све мајке из општине Пећ упутиле су писмо председнику СР Југославије Слободану Милошевићу:
| „                                                       | Синоћ су нам терористи у Пећи убили шест младића. Најмлађи Иван Обрадовић, имао је непуних 15, а најстарији Иван Радевић 25 година. Остала четворица су имали по непуних 17 година. Председниче, наше су школе пуне српске деце чији су животи угрожени. Верујући у вас, само у вас остали смо да живимо овде, на прадедовским огњиштима. Овде смо родиле и подигле своју децу, сада их овде и сахрањујемо, често поред предака које су балисти убили, а које деца нису ни запамтила. Наше пуно поверење у вас као председника, патриоту и родитеља обавезује вас да нам одбраните децу и не дозволите да падне љага на гробове наших синова, браће, очева и мужева који су летос погинули у антитерористичким акцијама, бранећи слободу грађана и интегритет земље. Уз лелек мајки подно Проклетија још једном вас молимо да бескомпромисно сасечете тероризам, јер зло се више подносити не може. | ” |
| — мајке општине Пећ, у писму председнику СР Југославије | |   |

Шеф мисије ОЕБС Вилијам Вокер је дан након масакра у име 54 земље чланице ОЕБС најоштрије осудио „насиље које се на Косову и Метохији догодило у последња 24 часа“:
| „                                                           | Насиље није решење за проблеме на Косову. Оно је препрека. Оно једино може довести до спирале насиља, која стоји на путу разумном политичком решењу које је преко потребно у овом региону. Позивам све чланове косовске заједнице и савезне власти да искажу уздржаност и остану мирни у овим тешким временима. КВМ ОЕБС неће бити спречена у верификацији свих аспеката споразума Холбрук-Милошевић у смислу недавног насиља и интензивираће на терену и наше напоре да помогнемо да се створе услови поверења и поштовања људског живота, који су основни за безбедносну будућност свих људи на Косову. | ” |
| — шеф мисије ОЕБС Вилијам Вокер, у изјави дан након масакра | |   |

Вокер је тада осудио убијање терориста на граници са Албанијом и смрт младића „у истој мери“, правдајући то дописнику BBC-а тиме да тада нису знали ко је заиста убио младиће.

#### Демонстрације Срба због рада КВМ-а
Убиства у Пећи изазвала су снажну реакцију српске заједнице. Српски демонстранти осудили су КВМ због неуспеха да их заштити и због фаворизовања Албанаца. Српска омладина гађала је верификаторе камењем, присиљавајући их да се повуку из града.
Настало је опште мишљење да КВМ није непристрасан. Ситуација је била толико озбиљна да се Ричард Холбрук вратио у регион први пут од споразума са Милошевићем.

#### Састанак Милошевића и Холбрука
Изасланик САД за Балкан, Ричард Холбрук, након састанка са Милошевићем је изјавио да је оно што се догодило „нечувено“ и „без оправдања“. Рекао је: „Ако се осећате угрожено, то је на вама“, истичући да по њему Срби не би због тога требало да се осећају ништа више угрожено од Албанаца, као и да се „такви инциденти“ не могу спречити. У одвојеној изјави, председник Слободан Милошевић осудио је немоћ међународне заједнице да спречи нападе на Србе.

### Хапшења осумњичених
Полиција је организовала потрагу за албанским терористима блокирајући пећки кварт Капешница и село Глођане. Преподне, 17. децембра 1998. су у Капешници припадници полиције Србије ухапсили Агрона Колчакуа (1972), рођеног у Пећи, и још девет особа. У селу Глођане у исто време отворена је ватра на полицију, када су убијене две наоружане особе у маскирним униформама са ознаком тзв. ОВК. Поподне, истог дана, полиција је ухапсила још 23 особе из Пећи и Глођана, а укупно тог дана 34 особе.
Поред Калчакуа, помагач је била и четврта особа, како је саопштила полиција, чији је идентитет познат, а која је ухапшена такође. Пре тога полиција је ухапсила тројицу Албанаца – Газменда Бајрамија, Џевдета Бајрамија и Влазнима Перђеђаја, све из Пећи, који су осумњичени као саизвршиоци у нападу.
У акцији 17. децембра откривен је и штаб терориста у Глођану, у коме је пронађена већа количина оружја, муниције и униформи, као и неколико аутомобила које су наоружане албанске групе отеле од житеља Ђаковице, саопштила је полиција.
У саопштењу се наводи и да сва лица, као и она за којима се још трага, припадају терористичкој групи Рамуша Харадинаја. Након хапшења полиција је дошла до сазнања да је Харадинај, из села Глођана, био организатор и наредбодавац, а против њега поднето је више кривичних пријава због раније учињених злочина над цивилима и полицајцима, навела је полиција.
Тзв. ОВК је негирала своју умешаност.

#### Никола Шаиновић о хапшењима
Тада потпредседник Савезне владе СРЈ задужен за КиМ, Никола Шаиновић, описао је 2023. године првобитна сазнања и смер у коме је истрага кренула хапшењем Албанаца:
| „                                                       | Блокирали смо Пећ и почели претрагу. Наша прва реакција је била да је злочин у Панди била освета ОВК за заседу дан раније, приликом покушаја продора границе преко Албаније, када је заробљено девет, а погинуло 35 припадника ОВК, што је био њихов највећи појединачни губитак те 1998. године. Полиција је, на основу процена и обавештајних података ко би све могао да има везу са ОВК, почела претресе кућа и, када сам стигао, речено ми је да је већ неколико људи приведено, да је нађено неко оружје, да ти људи нису тренутно у некој формацији ОВК, али да их испитују. | ” |
| — Никола Шаиновић, у разговору за „BBC News на српском“ | |   |

Додаје Шаиновић и да је закључак полиције био је да је за „Панду" највероватније одговорна група тзв. ОВК, из села Лођа, недалеко од Пећи, са којом су српске безбедносне снаге током 1998. већ имале неколико сукоба, истичући да „није било друге групе ОВК толико моћне да изведе тако дрзак напад и злочин".

### Суђење ухапшенима
У јуну 1999. ухапшени су пребачени у затвор у Лесковац.
Суђење је одржано у Окружном суду у Лесковцу. У пресуди се наводи да су њих петорица, чланова терористичке организације тзв. ОВК, проглашени кривим због кривичног дела удруживање ради непријатељске делатности. У делима за које се терете убиство у кафићу „Панда“ се не помиње. Осуђени су на казну затвора од по годину дана и новчани износ на име паушала по 5.000 динара. Агрон Калчаку је из затвора, након одслужене казне, изашао 15. децембра 1999. О том искуству каже:
| „                                     | Никада пре рата нисам имао проблема са Србима. Желео бих да знам ко су убице јер ја сам због тога био оптужен. Не бих имао проблем да сретнем породице којима су погинула деца и желео бих да им изјавим саучешће. Јако ми је жао што се то догодило. | ” |
| — Агрон Колчаку, у разговору за „НИН“ | |   |

Полиција је привела око 150 Албанаца, али су сви ослобођени због недостатка доказа, иако је у време хапшења потпредседник Савезне владе Никола Шаиновић рекао да је случај решен. Шаиновић је правдао ту изјаву тврдећи да му је „тако казала полиција“.

#### Ухапшени говоре о времену проведеном у затвору
Ухапшени Агрон Колчаку, иначе аутолимар, много година касније, тврди да су га полицајци тукли, и натерали „да нешто потпише“:
| „                                                                            | Тих дана нисмо много излазили из кућа, Албанци нису излазили у град после три после подне. Спавао сам, отац ме је пробудио и рекао да смо опкољени. Полицију сам затекао на степеницама, ставили су ми лисице и одвели у полицијску станицу. Тукли су ме страшно чим су ме извели из куће и после током саслушања. Испитивали су ме 48 сати. Нисам знао зашто су ме хапсили све док ми нису пустили снимак и питали ме: „Видиш ли шта си урадио деци?“ На крају су ме натерали да потпишем нешто, нисам ни знао шта сам потписао. | ” |
| — ухапшени Агрон Колчаку, у разговору за „НИН“ након више година од догађаја | |   |

У притвору у Пећи Агрон је био све до завршетка бомбардовања 11. јуна 1999, а затим је одведен у затвор у Лесковац па у Зајечар. Тек тада је подигнута оптужница да је, како тврди, био у селима Ратиште и Прилеп. Он каже да га више за „Панду“ нису питали, да никада није био члан тзв. ОВК, нити је био у тим селима, чак ни после рата. Газменд Бајрами, који је, сматра Агрон, био ментално болестан, рекао је да су сви били у тзв. ОВК. Током суђења је, пак, изјавио да је исказ дао због страха од полиције. Бивши начелник пећког СУП-а Боро Влаховић такође тврди да је један од ухапшених био, како каже, душевно заостао.
Брат Бехара Бајрија, такође ухапшеног, изјавио је да је Бехарево психичко здравље све лошије, а као последица трауме коју је, како тврди, доживео у затвору. Колчаку и Перђеђај верују данас да су српске власти починиле злочин. Бехарева мајка тврди да су га тукли, уз констатацију да је при посети „видела да је био црн и плав од батина“. Перђеђај каже да су их злостављали и у затвору у Лесковцу.
Мисији ОЕБС поједини Албанци су се жалили да су били пребијани током акције хапшења.

## Апел родитеља настрадалих
Родитељи убијених младића упутили су апел надлежним властима и међународној јавности тражећи да се злочинци коначно пронађу и изведу на оптуженичку клупу у Србији или пред Хашким трибуналом:
| „                                                        | Жао нам је што се неке, назови хуманитарне организације, залажу за ослобађање Албанаца из српских затвора, а злочин у „Панди“ је свакако случај за Хашки суд. | ” |
| — Момир Ристић, отац убијеног Светислава, преноси Танјуг | |   |

### Масакр и суђење Милошевићу
Сведок оптужбе, извршни шеф Мисије ОЕБС на Косову и Метохији, британски генерал Карол Древенкијевич, на суђењу Слободану Милошевићу је 15. априла 2002. рекао да нико за злочин у кафићу „Панда“ није преузео одговорност, након чега га је Милошевић подсетио на изјаву дату тужиоцу да је напад на кафић извршила тзв. ОВК.
Милошевић је на суђењу 28. априла 2005. оценио да је овај злочин показао колики је био „степен бруталности, бездушности и дивљаштва“ тзв. ОВК, на крају испитивања Звонимира Гвозденовића, оца убијеног Вукоте Гвозденовића. Поткрепљујући тврдњу да је тзв. ОВК убијала цивиле, Милошевић је пустио телевизијски прилог о масакру у „Панди“.

### Оскрнављени гробови убијених
Из Пећке патријаршије у пратњи оклопних возила КФОР-а Срби су пристигли на пећко гробље на коме почивају убијени младићи 11. марта 2003. На гробу убијеном Светиславу Ристићу нема имена, а остало је само парче летве са годином смрти, сведочили су мајка Јованка и отац Љубиша. Славица и Лазар, родитељи убијеног Ивана тврде да су нашли поломљен крст. Оборена је и поломљена плоча на гробу Драгана Трифовића, сведочили су родитељи Љубица и Војо.
На Задушнице, 27. фебруара 2006, отац убијеног Вукоте изјавио је: „Још не верујем да га нема.“ И тада су породице сведочиле оскрнављеним гробовима, а на годишњици 2008. Звонимир Гвозденовић је изјавио да су две породице одлучиле да пренесу посмртне остатке своје деце ван Косова и Метохије, док су породице истакле да и даље не могу да се помире „са чињеницом да ни после десет година ништа није учињено да се открију починиоци терористичког акта“.
Александра Сибиновић, сестра убијеног Зорана Станојевића, тврди да је гробље разрушено, у смећу и животињским костима, раскопано. „Срећом, наша гробница није, осим што нема ограде. Стојите на гробљу, покушавате да себи дате неког одушка, а онда вас провоцирају, добацују из куће преко пута“, каже она.
У децембру 2015. један од родитеља, Љубомир Ристић, изјавио је да неће бити обележавања у знак сећања на убијене, јер је „њихове гробове тешко наћи, јер је гробље уништено“.
На годишњици убиства 2023. године наведено је да је пет тела пренето у централну Србију.

### Србија теретила Харадинаја за организовање масакра
Министарство правде Србије предало је главном тужиоцу Карли дел Понте више од 40 хиљада страница докумената о наводним злочинима тзв. ОВК, а теретили су Рамуша Харадинаја да је под командом њега и његовог брата Даута извршен напад у кафићу „Панда“, пренела је „Политика“ у новембру 2004. године. Полиција је, и након масакра, Харадинаја означила као организатора и наредбодавца.
Харадинај је 3. априла 2008. ослобођен кривице, а 20. јула 2010. поново ухапшен и пребачен у Хаг где му се судило за ратне злочине, након чега је опет ослобођен.

### Српски званичници позивали да се питање реши
Координациони центар за Косово и Метохију у августу 2006. истакао је да и даље нису откривени терористи одговорни за убиства и рањавања у кафићу „Панда“.
У децембру 2008. заменик председника Одбора за Косово и Метохију, Дејан Раденковић, означио је поражавајућим да извршитељи нису откривени:
| „                                                         | Поражавајуће и увредљиво, не само за родитеље убијене деце већ и за државу Србију и међународне структуре присутне на Космету, звучи чињеница да не само да налогодавци и извршитељи тог монструозног чина нису откривени, већ се од момента повлачења српских и југословенских снага безбедности са Косова, ништа није ни покушало да уради на проналажењу и евентуалном кажњавању егзекутора. | ” |
| — Дејан Раденковић, у изјави Танјугу на годишњицу масакра | |   |

Раденковић је додао да очекује да ће ЕУЛЕКС „дати допринос да се питање реши“. Подсетио је да су споменици убијених „порушени“, а да Приштина, како тврди, не допушта да се гробље уреди, а споменици реновирају.
На годишњицу масакра, 2008. године Оливер Ивановић је упозорио да „не треба превише веровати“ да ће ЕУЛЕКС успети да расветли овај злочин, али је истакао да је дужност државе „да на ту обавезу стално подсећа међународну заједницу“.
Канцеларија за КиМ затражила је од међународне заједнице да коначно почне да расветљава злочине почињене над српским народом на КиМ јер „злочин још није добио судски епилог“.

### Апел Удружења породица киднапованих и убијених са КиМ
Удружење породица киднапованих и убијених са Косова и Метохије затражило је 22. јула 2011. од надлежних и међународних институција да се расветли судбина њихових ближњих и процесуирају починиоци злочина над више од 3.000 настрадалих Срба и неалбанаца са КиМ. Милена Радевић, мајка убијеног Ивана Радевића, поручила је да се знају починиоци многих злочина над Србима на КиМ, и да чекају „правду и одговоре“. Милена је остала и без мужа који је киднапован у Пећи 1999, а након потписивања Кумановског споразума.

## Сумња на српске службе и медијски наводи

### Реакције породица настрадалих на оживљавање случаја
Пре нових навода, на годишњицу масакра, 2013. године, Љубиша Ристић рекао је:
| „                                                 | Током свих ових година наше заједничке немерљиве несреће и непребола за нашом децом, нема адресе на коју се нисмо обраћали и тражили одговор на питање: „Ко их је побио?“ Тражили смо да се започета истрага у години када се злочин догодио настави касније када је међународна заједница преузела управу. Тражили смо то и од наших власти у Београду; да учине све да било какав одговор добијемо. Сви су се оглушили. Нико није изразио ни најмању спремност да учини конкретан корак да се убице пронађу и приведу правди. И ја то доживљавам као да нам децу поново убијају. Једина кривица наше убијене деце била је што припадају српском народу. Међународна јавност се тада није згражавала над овим злочином. Али ни домаћи душебрижници који су бринули о људским правима. Нико. Ни онда. Ни данас. Ми, родитељи, препуштени смо сами себи. Одбачени и понижени. Замислите како је родитељу кад му убију дете, а никог осумњиченог. Никог осуђеног. Како је, можете ли да претпоставите да се с таквом суровом реалношћу живи. Српска полиција на Косову и Метохији до почетка бомбардовања, водила је истрагу о убиству наше деце. Када се повукла, све је стало. УНМИК није ни имао намеру да је настави, а очигледно је да то није желео ни ЕУЛЕКС. А, ми... Ми родитељи морамо да се боримо. Док живимо да се барем не забораве наша недужна деца. | ” |
| — Љубиша Ристић, отац убијеног Светислава Ристића | |   |

Поводом изјаве потпредседника Владе Вучића, Љубиша је 2014. године прокоментарисао да га је „страх од истине“, али да „истина мора да изађе на видело“.
Након оживљавања случаја у медијима и кроз изјаве Александра Вучића, мајка убијеног Ивана Радевића, Милена, изјавила је да јој је син овим „поново убијен“:
| „                                                            | На мог сина су тог 14. децембра 1998. пуцали, а данас ми је теже него тада. Данас је погинуо и убијен је. Од мог живота остала је сенка, а после овог ми живот више не вреди ама баш ништа. Веровала сам у своју земљу, у Србију, чији су ратници праведни, а изгледа да је она створила монструме који су били у стању да жртвују невину децу. Посејали су мржњу. Не знам како је могуће да Србија изроди такве монструме. Какви су ти мозгови. Трагали смо за истином 14 година и наилазили смо на затворена врата. Кад имате више „истина“, онда знате да су то лажи да би се прикрио, а мало је да кажем, злочин. Сине, не могу више да причам, не могу, јер овај бол који осећам не бих пожелела ником. | ” |
| — Милена Радевић, мајка убијеног Ивана,, у изјави за „Курир“ | |   |

Отац убијеног Ивана, Лазар Обрадовић, истакао је да су „све спекулације у овом тренутку“, али да се „до истине мора доћи“.
Сестра убијеног Зорана Станојевића, Александра, осуђује начин на који су медији извештавали о новим наводима у случају убиства њеног брата и пет других младића:
| „                                            | Боли ме што се нико није огласио, Тужилаштво или било ко надлежан. Па да каже ако је тачно дајте да дигнемо оптужнице. И никако не бих волела да, како год да се заврши, то буде осуда за једну нацију, Србе или Албанце. Код нас су на саучешће долазили и Албанци. Наша комшиница Албанка је долазила, она је Зорана носила по улици када је био дете, њега су сви волели. Можда сада постоји нада да ће бити завршено, али тај злочин је сам по себи толико мучан без слике са увиђаја. Зар да отворим новине и видим четири крвава тела? Да ли то једне новине смеју да раде?! Мог Зорана нема на тој слици, али ми је срце стало јер први пут када сам видела ту фотографију учинило ми се као да сам га препознала. И далеко од тога да би мене више болело да су ми брата убили Срби. Убили су га монструми које год нације били, ја и они нисмо исти народ. Волела бих да знам истину каква год она била и да се њима да мир, а ја да почнем да тугујем како мој брат то заслужује. | ” |
| — Александра Сибиновић, у разговору за „НИН“ | |   |

Породице убијених су на скупу Удружења породица киднапованих и убијених на КиМ 14. маја 2015. године, испред Тужилаштва, поручиле да траже истину о убијеној деци, а у јуну исте године поручиле исто у отвореном писму, обраћајући се властима.

### Реакције јавности на нове наводе
Председник Грађанске иницијативе СДП, Оливер Ивановић, навео је још у децембру 2013. да је видео предмет и да му је објашњено „да нема довољно података који би помогли у расветљавању случаја“. Каже да је разумео да је на дан злочина ухапшен Албанац, а затим „врло брзо пуштен, што је одударало од праксе тадашњег Ресора државне безбедности“.
Председница Фонда за хуманитарно право Наташа Кандић изјавила је да су они ишли у Пећ, али да нису успели да истраже случај, да су и у албанским и у српским круговима владали су страх и ћутање. Пећ су тада, како тврди, контролисале полицијска јединица „Муња“ и ЈСО. Позвала је власт да саопшти „ко је прикривао трагове и зашто“, и истакла да су јој представници МУП-а говорили да „расветљавање догађаја није дозвољено“, а не да су спорни докази.
Амбасадор САД Мајкл Кирби рекао је да је у свему „много оптужби, а мало доказа“.

### МУП нема информације о умешаности служби
Нешто више од годину дана након оживљавања случаја, 2015. године министар унутрашњих послова Небојша Стефановић изјавио је да се ипак ништа ново не зна, односно да МУП нема никакве информације о умешаности служби у убиство у „Панди“.

### Адвокат оптужио ДБ да стоји иза масакра
Адвокат Душко Томић, бивши члан контраобавештајне службе савезне полиције, оптужио је Радомира Марковића, некадашњег челника Ресора ДБ-а, као и ЈСО да стоје иза масакра. Томић је тврдио да има белешку коју је сачинио 11. јуна 2004. после разговора са Цвијетином Цвиком Милинковићем који је био руководилац једног одељења ДБ на КиМ. У белешци се, како тврди, наводи да му је Милинковић рекао да су убиство у „Панди“ учинили припадници ЈСО по налогу тадашњег шефа Радета Марковића.
Након припремног рочишта у Првом основном суду, затвореног за јавност, Марковић је одустао од тужбе, а Томић изјавио да су му предочене нове чињенице које су „бациле нову слику на случај“, али да „има елемената да се даље истражује“. Није се опет оглашавао.

## Тужилаштво покренуло истрагу
Тужилац Тужилаштва за организовани криминал (ТОК) Миљко Радисављевић је изјавио да је 18. новембра 2015. Тужилаштво добило списе предмета у вези са злочином у кафићу „Панда“, као и да планира да обједини сва сазнања да би се дошло до учинилаца.
У мају 2016. ТОК је покренуо истрагу. У септембру су породице саслушане. У јануару 2017. председник Удружења породица убијених и отетих Срба на КиМ саопштио је да ће Тужилаштво након саслушања још сведока одлучити да ли ће подићи оптужницу.
Отац убијеног Ивана, Лазар Обрадовић, оценио је да не постоји жеља да се налогодавци открију, окривио службе да знају те податке, и затражио пријем код председника Вучића:
| „                                                          | Све власти су се на исти начин односиле према убиству наше деце. Очигледно је да се диригује из једног центра и да не постоји жеља да се открије ко су налогодавци, организатори и извршиоци масакра. Разговарали смо с више десетина државних службеника, како из полиције тако и из других државних органа, и никада нам нико није рекао да су злочин починили Албанци, већ, напротив, Срби. Државне службе и Вучић знају ко је наредио, организовао и убио децу у ‘Панди’. Недопустиво је да се истина скрива већ више од 24 године и да председник Србије одбија разговор с нама. У петак смо се поново обратили кабинету председника и, ако нас у најскорије време на прими на разговор и ако не добијемо чврсте гаранције да ће истрага бити окончана, мораћемо да радикализујемо наш протест. | ” |
| — Лазар Обрадовић, отац убијеног Ивана, за агенцију „Бета“ | |   |

Некадашњи тужилац у Тужилаштву за ратне злочине у два наврата је за медије изјавио да су дошли до закључка да злочин нису починили Албанци. До данас није завршена истрага нити је оптужница подигнута, а саслушано је преко тридесет сведока.

### Породице траже саслушање Александра Вучића
Родитељи убијених су поднели 10. августа 2023. године захтев ТОК-у да се у својству сведока саслуша председник Србије Александар Вучић. Након четири месеца се то није десило, а адвокат породица, Иван Нинић, оценио је да тужилац нема самосталност у раду:
| „                                                 | Постоје неки разлози и фактори који утичу на неактивност Тужилаштва и отежавају истражне радње у овом предмету. Тужилац је до сада без проблема саслушао 40 сведока, али још није саслушао Александра Вучића, који је више пута јавно рекао да има сазнања о томе шта се стварно десило у ‘Панди’. Чим се појавио захтев да са саслуша Вучић, појавио се проблем. | ” |
| — адвокат Иван Нинић, у изјави за агенцију „Бета“ | |   |

Отац једног од страдалих изјавио је да Тужилаштво не ради шта треба, а да се Вучић изјавама „поиграва болом“ породица. Вучић није примио породице жртава, упркос молбама, и сопственом обећању да ће их примити. Нису их примили својевремено ни Милошевић ни Тадић. Једино је то урадио Војислав Коштуница, али састанак није дао никакав резултат.

## Постављена спомен-плоча страдалима
Представник привремених институција у Приштини Аљбин Курти је 14. децембра 2023, на годишњицу масакра, званично отворио спомен-плочу убијенима, испред кафића „Панда“ који од масакра не ради, а који сада има албанског власника. На плочи је одговорном за „стрељање“ означена Државна безбедност Србије, иако њихову кривицу нико још увек није доказао:
| „                                             | У јеку терора Србије над Албанцима, у просторијама овог кафића, 14. децембра 1998, по наређењу Државне безбедности Србије, стрељано је шест српских младића. | ” |
| — пише на плочи у Пећи, испред кафића „Панда“ | |   |